# Museo de Arte Contemporáneo (Madrid)
El Museo de Arte Contemporáneo, llamado anteriormente Museo Municipal de Arte Contemporáneo, se encuentra en el distrito Centro de la capital de España, en la calle Conde Duque. Se encuentra ubicado en las instalaciones del edificio del Cuartel del Conde-Duque, construido por el arquitecto Pedro de Ribera en estilo barroco. El museo, inaugurado en noviembre de 2001, permaneció cerrado desde 2010 hasta el 3 de febrero de 2015, cuando se abrieron al público dos de sus salas.

## Inauguración
El Museo de Arte Contemporáneo se inauguró en noviembre de 2001 con dos objetivos fundamentales: la creación de un foro permanente en el contexto de un centro como el de Conde Duque, abierto a un intenso programa cultural y de exposiciones, y como complemento de los otros museos y colecciones de arte contemporáneo en Madrid. Al igual que otros museos de arte contemporáneo, tanto nacionales como extranjeros, el Museo de Arte Contemporáneo ha utilizado un edificio histórico para albergar la colección de arte contemporáneo, en este caso del Ayuntamiento de Madrid. El museo es además parte de un programa permanente de actualización para adaptarlo a su uso con fines culturales. Presenta las obras de arte que el Ayuntamiento ha ido adquiriendo desde 1980, año en el que comenzó la colección. El museo cubre dos plantas sobre unos 22.000 metros cuadrados. Este espacio exhibe cerca de 200 obras de más de 175 artistas de diferentes épocas y movimientos artísticos en el arte español, desde las vanguardias históricas hasta la actualidad, a través de su colección de pintura, escultura, fotografía, obra gráfica e instalaciones. El museo se cerró para su renovación en abril de 2010. La reapertura estaba planeada para octubre de 2011, pero actualmente continua cerrado, probablemente por motivos económicos, a excepción de dos de sus salas. El 3 de febrero de 2015 se abrieron al público dos de sus salas, donde se muestra parte de la colección.

## Colección permanente
La colección permanente del Museo se compone principalmente de pintura y obra gráfica, aunque también están representados la escultura, la fotografía y el dibujo. La colección permanente se exhibe cronológicamente y se subdivide en las siguientes categorías:

### Vanguardias históricas
Esta sección, que abre la colección permanente, muestra el trabajo de artistas como Francisco Bores, Benjamín Palencia, José Caballero, Daniel Vázquez Díaz y Hipólito Hidalgo de Caviedes.

### Nuevos creadores
Bajo el epígrafe Nuevos creadores: figuración y abstracción se ha reunido una amplísima nómina de artistas que representan, con lenguajes muy variados,un amplio abanico de tendencias y estéticas. En el ámbito abstracto pueden verse obras de Alejandro Corujeira, Alberto Reguera, Xavier Grau o Amaya Bozal. Lo figurativo está representado con obras de, entre otros, Juan Carlos Savater, Sigfrido Martín Begué, Abraham La Calle, Dis Berlin o Fernando Bellver.

### Realismos
El realismo -o mejor los realismos- está representado en sus múltiples vertientes: íntima, urbana, fantástica o escenográfica. Abren el recorrido Amalia Avia e Isabel Quintanilla.
La iconografía urbana madrileña está representada con obras de Daniel Quintero, José Manuel Ballester, Félix de la Concha o Menéndez Morán. Jesús Mari Lazkano y Carlos Díez Bustos ofrecen ejemplos del realismo aplicado a lo escenográfico y fantástico. Luis Mayo aporta una visión un tanto metafísica de algunos enclaves madrileños.

### Nueva figuración y abstracción de los 80
A la Nueva figuración y abstracción de los 80 se le dedican cuatro salas con una nutrida nómina de artistas que reflejan con amplitud el riquísimo panorama artístico madrileño posterior a la abstracción informalista y las tendencias neofigurativas. De entre ellos cabe destacar la presencia de Eduardo Arroyo, Juan Genovés, Alfonso Fraile y Eduardo Úrculo. La Nueva figuración madrileña está muy bien representada con obras de su momento de Juan Antonio Aguirre, Carlos Alcolea o Manolo Quejido.
La abstracción de esos años está representada con Alfonso Albacete, Ángel Campano, Juan Navarro Baldeweg, Santiago Serrano o Enrique Quejido. La vertiente más conceptual está representada por Eva Lootz y Adolfo Schlosser. Ejemplos de la fluida interrelación de obras y artistas de este periodo, pero con obras realizadas en la década siguiente se pueden citar, entre otros, a Luis Gordillo, Manolo Valdés, Darío Villalba o Bonifacio.

### Legado Caneja
La Sala dedicada a Juan Manuel Díaz-Caneja recoge un conjunto significativo de paisajes de los años 70 y 80, personalísima visión pura y desornamentada del paisaje castellano de Tierra de Campos, en los que Caneja supo alcanzar una síntesis entre los postulados vanguardistas y la corriente figurativa autóctona.

### Maestros de la abstracción
Con los Maestros de la abstracción se rinde homenaje a un grupo de artistas iniciadores en nuestro país de la pintura abstracta en sus distintas modalidades. En esta sala se pueden ver obras de madurez de Lucio Muñoz, Manuel Rivera, Fernando Zóbel, Gustavo Torner o Salvador Victoria.

### La Escuela de Madrid
La Escuela de Madrid, continuadora de la Escuela de Vallecas, que tuvo en Benjamín Palencia y en el escultor Alberto Sánchez sus fundadores, ambos presentes en la colección, está representada con obras de Francisco Arias, Gregorio del Olmo, Álvaro Delgado, Andrés Conejo y Agustín Redondela.

## El Museo portátil
El 3 de febrero de 2015 se abrieron al público dos de sus salas bajo el nombre El Museo portátil. El despacho de Ramón Gómez de la Serna. El orden de la colección.

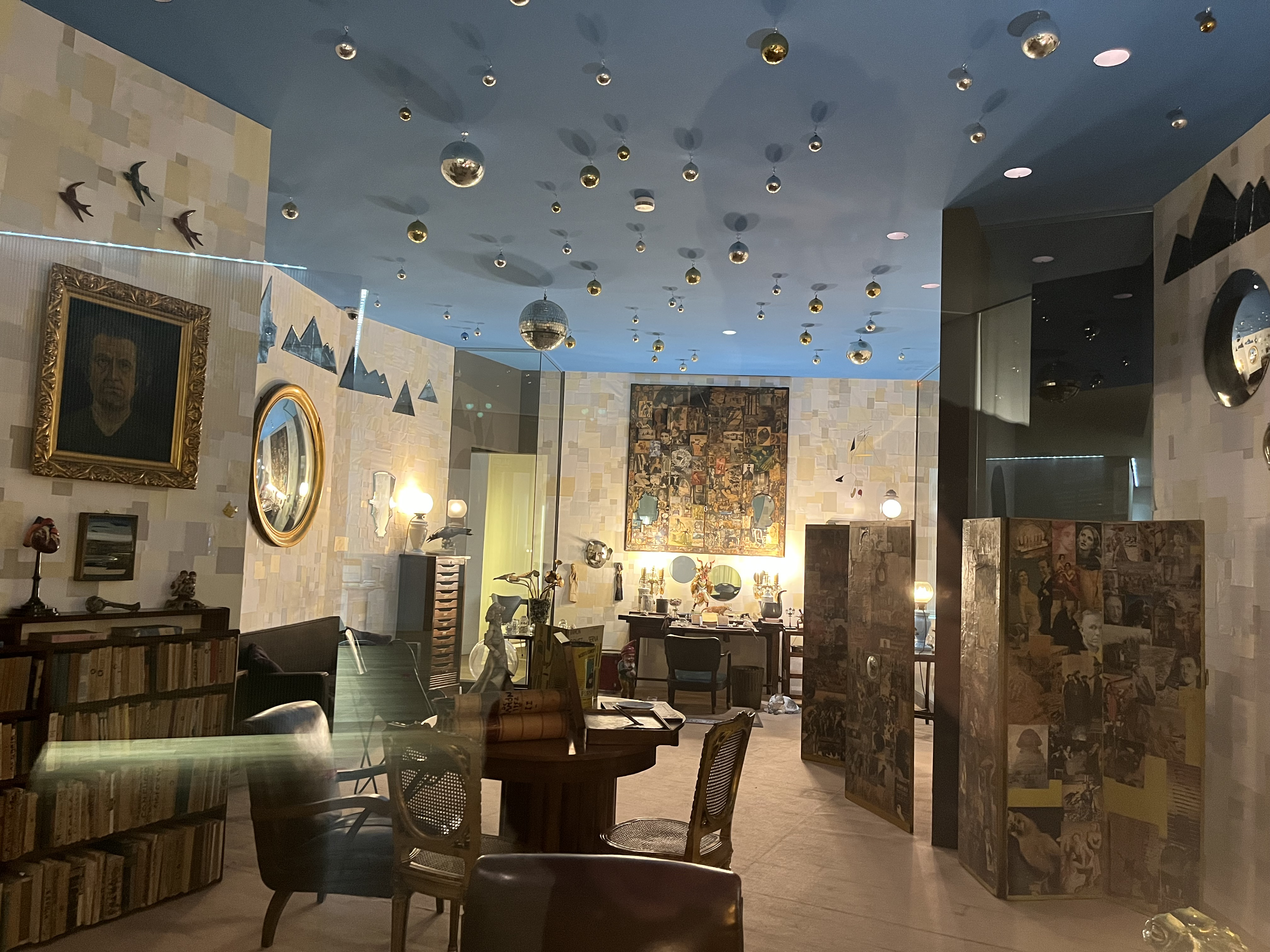
Despacho de Ramón Gómez de la Serna en el museo.